# Somova
Somova község Tulcea megyében, Dobrudzsában, Romániában. A hozzá tartozó települések: Mineri és Parcheș.

## Fekvése
A település az ország délkeleti részén található, a megyeszékhelytől, Tulcsától tizenöt kilométerre nyugatra.

## Története
Feltételezése szerint a község nevét a harcsáról kapta (románul: somn), mely gyakori halfaj volt a környező tavakban.

## Lakossága
A nemzetiségi megoszlás a következő:
| 2002             | 2002 | 2002   |
| ---------------- | ---- | ------ |
| Románok          | 4474 | 99,42% |
| Lipovánok        | 9    | 0,20%  |
| Törökök          | 8    | 0,17%  |
| Ukránok          | 3    | 0,06%  |
| Romák            | 1    | 0,02%  |
| Bolgárok         | 1    | 0,02%  |
| Szerbek          | 1    | 0,02%  |
| Horvátok         | 1    | 0,02%  |
| Görögök          | 1    | 0,02%  |
| Nem nyilatkoztak | 1    | 0,02%  |
| Összesen         | 4500 | 100,0% |